# Calathea gardneri
Calathea gardneri är en strimbladsväxtart som beskrevs av John Gilbert Baker. Calathea gardneri ingår i släktet Calathea och familjen strimbladsväxter. Inga underarter finns listade.